# Alfred Maurer
Alfred Maurer, francoski general, * 1886, † 1958.